# Аксиньино (Москва)
Акси́ньино — бывшая деревня, вошедшая в состав Москвы в 1960 г. Находилась на территории современного Левобережного района, на месте нынешней Фестивальной улицы.

## История
Деревня впервые упоминается в 1623 году как владение Василия Петровича Ахамушукова-Черкасского. В ней был двор помещика, 3 крестьянских двора. В 1640 году в деревне насчитывалось уже 13 дворов.
В 1652 году Григорий Федорович Бутурлин купил деревню у прежнего владельца, именно здесь он устроил свою подмосковную резиденцию. Усадьба была устроена на противоположном берегу от деревни, была посажена ореховая роща.
После смерти Григория Бутурлина Аксиньиным стал владеть его брат Иван Федорович Бутурлин, который служил воеводой в Нижнем Новгороде, Путивле, Астрахани. В 1692 году его вдова отдала Аксиньино в качестве приданого за свою дочь Авдотью Ивановну, которая вышла замуж за Михаила Михайловича Голицына. Он был выдающимся военным и одним из близких соратников Петра I. М. М. Голицын принимал участие в Северной войне, где проявил себя при штурме Шлиссельбурга, а также победил шведов при селе Добром и при деревне Лесной в 1708 году.
В 1704 году в селе Аксиньино числилось 17 крестьянских дворов, скотный двор, двор вотчинника. В 1708 году была построена деревянная церковь Знамения Пресвятой Богородицы, которую освятили после возвращения Михаила Голицына из похода.
В 1730 году имение досталось по наследству Петру Михайловичу Голицыну, однако, он долгое время не мог управлять хозяйством. В 1750 году Петр вместе со своей сестрой Натальей Михайловной Голицыной разделили село пополам. Ещё при жизни Петр заложил свою долю села Авдотье Львовне Толстой, которая вступила в права владения после его смерти.
Во время войны 1812 года село было разграблено.
После отмены крепостного права в 1861 году хозяин имения Алексей Петрович Толстой оставил за собой восточную часть села за прудом и речкой Норишкой, остальное было отдано крестьянам. При селе было открыто начальное училище, в котором в середине 1870-х годов преподавала А. И. Милюкова, будущая жена П. И. Чайковского.
В 1884 году на месте старой сгоревшей церкви была построена новая церковь Знамения, которая стала усыпальницей брата одного из новых владельцев имения — Петра Григорьевича Молошникова, которому принадлежала бумагопрядильная фабрика в Балашихе.
В 1927 году в селе насчитывалось 54 двора, в которых проживало 345 человек. Церковь, в которую перенесли образ Казанской Божьей матери из соседнего Казанского Головинского монастыря, была открыта все годы советской власти.
Крестьяне Аксиньина лишились большей части своей земли из-за строительства порта и водохранилища. В бывшей речной долине появилось Химкинское водохранилище. На его берегу построили здание Речного вокзала.
В 1960 году Аксиньино вошло в состав Москвы и стало районом массовой жилой застройки. О селе напоминают краснокирпичное здание церкви Знамения и остатки старинного пруда.